# První klubová pojišťovna
První klubová pojišťovna a.s. byla první českou peer-to-peer pojišťovnou a jednou z prvních společností v oboru peer-to-peer pojištění na světě. 
Zapsána do obchodního rejstříku byla 21. července 2015. Své služby začala nabízet v září roku 2015 krátce poté, co získala pojišťovací licenci od České národní banky (šlo o první licenci udělenou od roku 2008). Zhruba po čtyřech letech od spuštění došlo ke změně názvu a strategie pojišťovny, název První klubová pojišťovna zanikl ke dni 25. listopadu 2019 a byl nahrazen názvem Pillow pojišťovna.
Pojišťovna nabízela neživotní občanské pojištění – pojištění vozů, majetku, cesty a úrazu. Jejím majoritním vlastníkem při vzniku byla investiční společnost RSJ Private Equity, za níž stojí podnikatel a matematik Karel Janeček.

## Princip pojišťovny
První klubová pojišťovna fungovala na principu peer-to-peer. Na rozdíl od běžných pojišťoven nepoužívala k získávání klientů zprostředkovatele ani reklamu a marketing. Namísto nich spoléhala na to, že její klienti budou do pojišťovny zvát své známé a přátele, díky čemuž získají tzv. podíl na zisku. 
Pojišťovna se zavázala na konci každého roku rozdělit 3/4 zisku (rozdíl mezi vybranými prostředky a náklady na výplatu škod) mezi své členy. Na podobném principu fungovaly i první moderní pojišťovny zakládané v renesanční Itálii lodními dopravci.
Vzhledem k tomuto nastavení bylo před sjednáním první pojistky nutné vstoupit do Klubu pojišťovny. Členem Klubu bylo možné se stát na základě pozvánky od současného člena. Pokud měl někdo o pojišťovnu zájem, ale neznal nikoho, kdo by jej doporučil, mohl se obrátit na pojišťovnu, která mu se sehnáním doporučení pomohla.

## Vznik
Hlavním autorem myšlenky První klubové pojišťovny byl Marek Orawski, který mezi lety 1990–2010 působil na manažerských pozicích v České pojišťovně. Celý projekt se třemi dalšími partnery – Lubomírem Buškem, Miroslavem Matochou a Filipem Saidlem – připravoval tři roky. K založení vlastní pojišťovny vedla mimo jiné i nespokojenost s tím, jak velké korporace fungují ve vztahu s klientem.
Podle Marka Orawského princip fungování pojišťovny motivoval klienty k odpovědnému chování. K dalšímu snížení podílu škod podle něj vedl výběrový mechanismus. „Lidé musí přemýšlet, koho doporučí. Pokud pošlou pozvánku nějakému hazardérovi, který se dvakrát ročně vybourá, přicházejí o body, stejně jako v případě vlastní nehody, a tím i o podíl na zisku,“ uvedl Orawski v rozhovoru pro iDnes.cz.

## Změna značky a strategie
Za první čtyři roky provozu pojišťovny se nepodařilo dosáhnout plánovaných obchodních výsledků a velikost portfolia pojišťovny nebyla dostatečná z pohledu dlouhodobé udržitelnosti. Dne 31. října 2019 (datum zápisu v obchodním rejstříku) došlo ke změně akcionářské struktury pojišťovny společně se jmenováním nového představenstva pojišťovny a dozorčí rady.   
Dne 25. listopadu 2019 došlo k přejmenování pojišťovny na Pillow pojišťovna. Následující den byla ukončena původní produktová nabídka a představen první produkt pojištění vozidel pod novou značkou Pillow. V rámci nové strategie byla zrušena klubovost a systém, kdy klienti byli podílem na zisku odměňování za zvaní svých přátel (member-get-member marketing), princip podílu na zisku byl však ponechán. S přeměnou pojišťovny na Pillow odešel z působení v pojišťovně také její zakladatel Marek Orawski.